# Braginski
Braginski ali Braginska [bragínski/bragínska] imata več pomenov.

## Osebnosti
Priimek več osebnosti. Rusko Браги́нский/Браги́нская. Večinoma judovski priimek je povezan z beloruskim mestnim naseljem Bragin.
- Aleksander Josipovič Braginski (*1944), rusko-ameriški pianist.
- Emil Venjaminovič Braginski (1921—1998), ruski pisatelj, scenarist in igralec.
- Josip Samujilovič Braginski (1905—1989), sovjetski orientalist, kritik in literarni zgodovinar.
- Mark Abramovič Braginski (1865—1951), ruski publicist in prevajalec.
- Vladimir Borisovič Braginski (1931—2016), ruski fizik.